# 1943년 한국
이 문서는 1943년 한반도에서 일어난 사건을 다룬다.

## 통치자
일제강점기 조선
- 히로히토 천황 (쇼와 18년)
  - 고이소 구니아키 조선총독

## 같이 보기
- 1943년 일본